# Maximilian Sauerborn
Maximilian Sauerborn (* 28. August 1889 in Montabaur; † 17. Mai 1963 in Bonn) war ein deutscher Jurist, Verwaltungsbeamter und Politiker.

## Leben und Beruf
Sauerborn studierte Rechtswissenschaft an den Universitäten in Freiburg im Breisgau, München und Marburg. Nach seinem Studium trat er in den juristischen Staatsdienst ein. Er arbeitete zunächst als Staatsanwalt in Düsseldorf, wechselte dann als Richter zum Landgericht Limburg und war seit 1921 als Richter am Landgericht Frankfurt am Main tätig. Von 1923 bis 1945 fungierte er als Abteilungsleiter im Reichsarbeitsministerium. Obwohl er dem Bund Nationalsozialistischer Deutscher Juristen angehörte, hatte er sich nicht der NSDAP angeschlossen. 1941 wurde er im Reichsarbeitsministerium zusätzlich Leiter der Abteilung Rentenversicherung.
Sauerborn war seit 1948 als Referent im bayerischen Arbeitsministerium tätig und fungierte von 1949 bis 1957 als Präsident des dortigen Landesversicherungsamtes.
Er war seit 1908 Mitglied der katholischen Studentenverbindung KDStV Hohenstaufen Freiburg im Breisgau und später noch der KDStV Burgundia München, beide im CV.

## Öffentliche Ämter
Sauerborn war von Oktober 1949 bis Februar 1957 Beamteter Staatssekretär im Bundesministerium für Arbeit.

## Ehrungen
- Ehrendoktorwürde (Dr. h. c.)
- 1954: Großes Verdienstkreuz mit Stern und Schulterband[1]
- 1956: Großkreuz des Verdienstordens der Italienischen Republik